# 上原琉翔
[[カテゴリ:日本の陸上競技選手]]
上原 琉翔（うえはら りゅうと、2003年5月5日 - ）は、沖縄県那覇市出身の陸上競技選手で、國學院大學人間開発学部健康体育学科に所属している。

## 経歴

### 北山高校時代
- 高校時代は國學院大學同級生の嘉数純平と同じ沖縄県立北山高等学校に通っていた。この頃から陸上はしていたが、全国高校駅伝での目立った活躍は無かった。一方、5000mでは沖縄県在住の高校生として初の13分台となる13分56秒84を記録した。

### 國學院大1年
- 1年生では大学三大駅伝である出雲駅伝、全日本大学駅伝への出場は叶わなかったが、第99回箱根駅伝では7区に起用されルーキーながらも区間6位の好走を見せた[2]。

### 國學院大2年
- 2年生では三大駅伝初戦の出雲駅伝から起用される。1区区間3位の走りを見せた。
- 全日本大学駅伝対校選手権大会では区間3位の走りで順位を1つ上げる活躍を見せた。
- 第100回箱根駅伝では起伏に強いタフな選手として山登りの5区に起用されたが雨の影響で区間17位の走りとなり、ゴール後に寒がる様子もあった[3]。
- 玉名ハーフでは1時間3分12秒の走りで3位に入った。[4]

### 國學院大3年
- 出雲駅伝では5区で走り、青学大・若林宏樹と駒澤大・島子公佑を抜きトップに立つと、そのまま逃げ切り自身初の区間賞を獲得[5]。その後キャプテンの平林清澄が青山学院・駒澤大から逃げ切り2回目の優勝を果たした[6]。
- 全日本大学駅伝対校選手権大会は最終8区の起用となる。7区では平林清澄が太田蒼生と競ってそのまま襷を受ける。青学大・塩出翔太を抜き1位に躍り出る。区間9位ながらも力強い走りで初優勝を飾った[7]。
- 箱根駅伝では復路・9区を任される。8区・佐藤快成から4位で襷を受けると創価大をかわし、そのまま勢いよく早稲田を追い、追い抜くが後半に急失速[8]。早稲田大と接戦になるところで最終10区に繋ぐ。チームはアンカー・吉田蔵之介が早稲田に競り勝ち、総合3位に食い込んだ[9]。
- 箱根駅伝後、國學院大陸上長距離のキャプテンになることが決まった。

- 日本学生ハーフマラソンでは3位、國學院歴代1位の記録を叩き出す見事な走りを見せた[10]。
- 3月に行われたEXPO駅伝では最長区間の3区を任され、区間2位の走りで青学大・飯田翔太とGMO・吉田祐也をかわし4位から2位に順位を押し上げた。チームはその後富士通にかわされるも3位、大学1位の成績を納めた。

### 國學院大4年
7月のワールドユニバーシティゲームズではハーフマラソンに出場し、銅メダルを獲得。団体の部では2大会ぶりに金メダルを獲得した。

## 主な戦績

### 大学三大駅伝戦績
| 学年               | 出雲駅伝                    | 全日本大学駅伝              | 箱根駅伝                           |
| ------------------ | --------------------------- | --------------------------- | ---------------------------------- |
| 1年生 （2022年度） | 第34回 ー - ー 出走なし     | 第54回 ー - ー 出走なし     | 第99回 7区-区間6位 1時間03分21秒   |
| 2年生 （2023年度） | 第35回 1区-区間3位 23分06秒 | 第55回 3区-区間3位 34分01秒 | 第100回 5区-区間17位 1時間14分11秒 |
| 3年生 （2024年度） | 第36回 5区-区間賞 18分12秒  | 第56回 8区-区間9位 59分14秒 | 第101回 9区-区間6位 1時間09分08秒  |

## 自己ベスト
- 5000m - 13分45秒58（2024年4月13日、第312回日本体育大学長距離競技会）
- 10000m - 28分16秒76（2024年5月9日、第103回関東学生陸上競技対校選手権大会）
- 10マイル - 47分17秒（2022年12月4日、第48回熊本甲佐10マイル公認ロードレース大会）
- ハーフマラソン - 1時間00分30秒（2025年2月2日、第77回香川丸亀国際ハーフマラソン）